# بخش سوری
بخش سوری، یکی از بخش‌های شهرستان رومشکان در استان لرستان ایران است و مرکز آن شهر سوری می‌باشد. براساس سرشماری سال ۱۴۰۱ جمعیت آن ۱۵۰۰۰ نفر بوده وگویش مردم بخش سوری زبان لری است.
شغل بیشتر مردم بخش سوری ماشین سنگین،بچه های شهرک اسلام شهر، عموماً کشاورزی، تجارت و اداری و خدماتی می‌باشد.شهردار شهر سوری مهندس کیانوش بختیاری میباشد.